# Hobart
Hobart este capitala statului Tasmania, conținând aproximativ 40% din populația statului. Este situat lângă Oceanul Pacific. 

## Geografia
Hobart este situat pe râul Derwent, lângă Oceanul Pacific.

## Clima
Clima prezentă este temperat-oceanică. 

## Istorie
A fost înființat în 1804, ca o colonie de deținuți, fiind numit Hobart după lordul englez Robert Hobart, care era  șeful închisorii respective. Treptat, insula a fost colonizată de populația săracă din insulele britanice, ce veneau aici pentru pământ, și de deținuții eliberați. 

## Personalități marcante
- Mary Donaldson, contesă de Monpezat

## Galerie

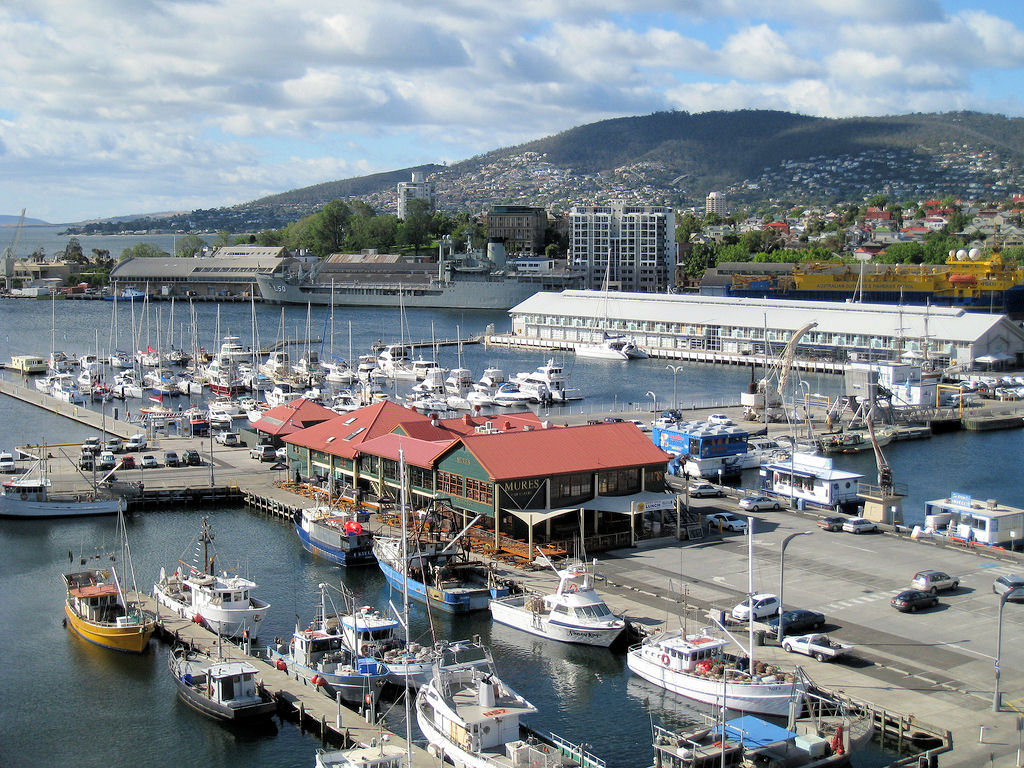
Debarcader
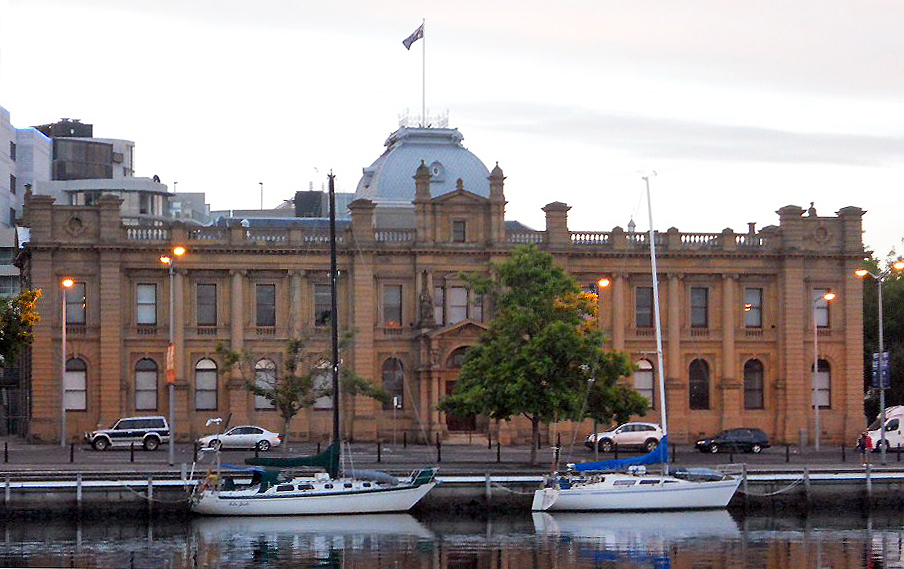
Muzeul de Artă
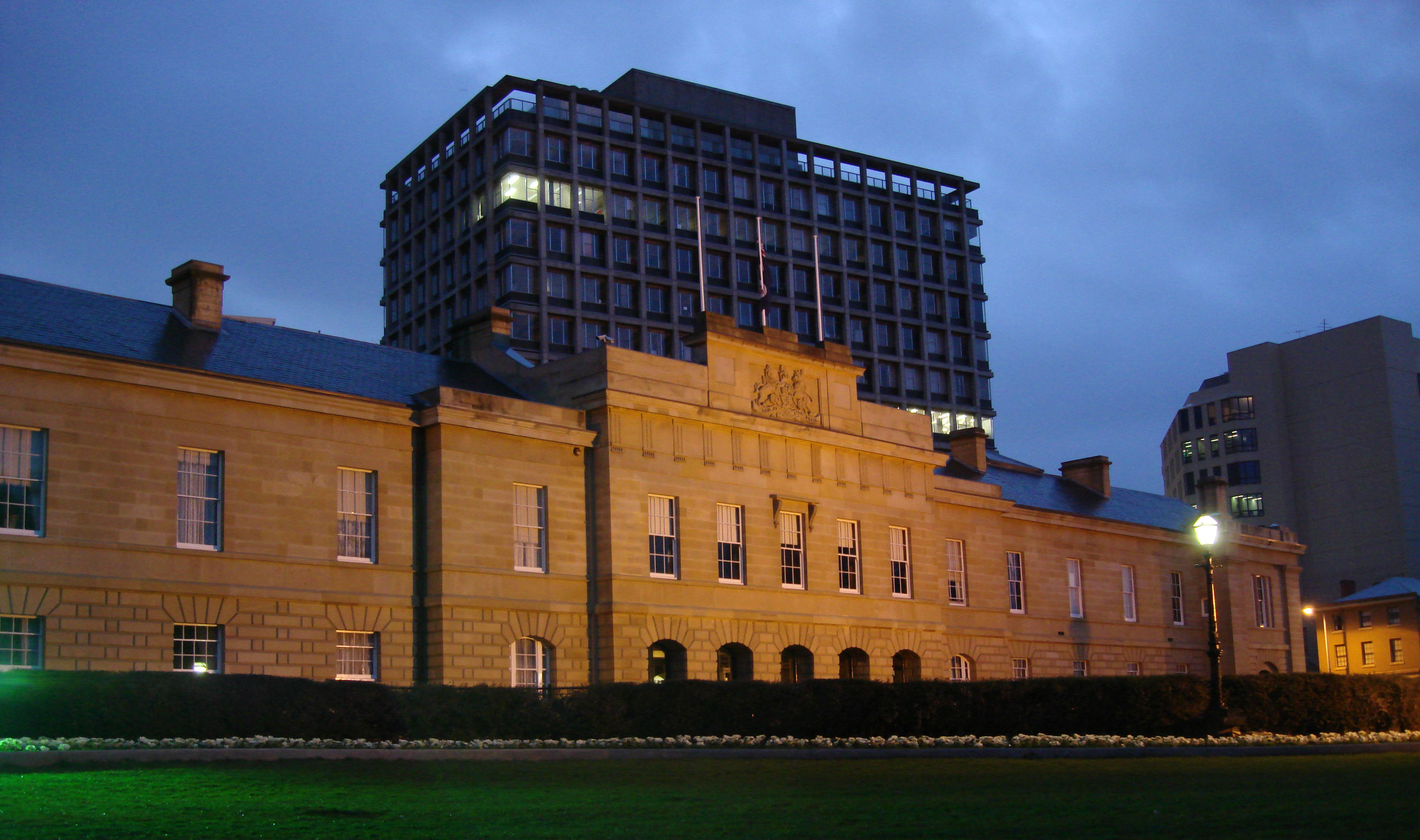
Casa Parlamentului
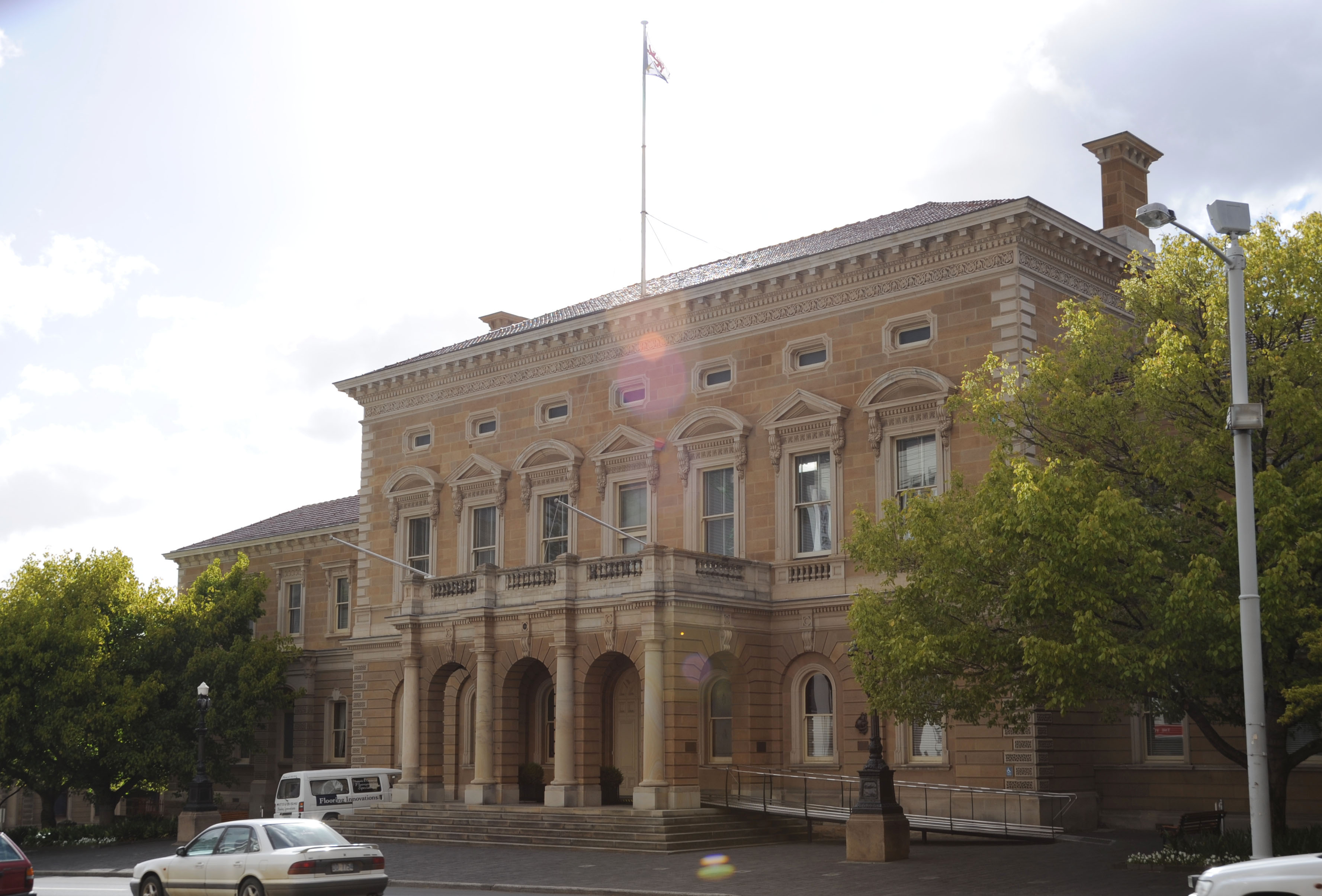
Primăria
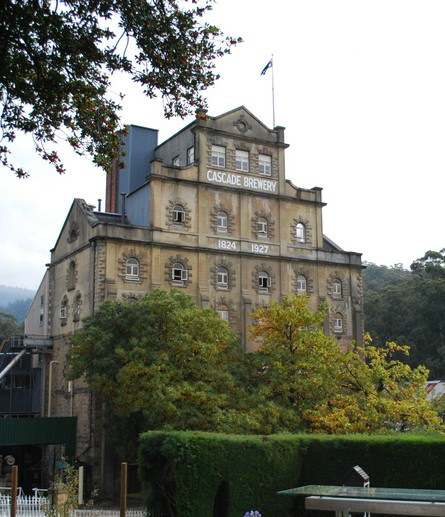
Fabrica de bere "Cascade" 1824
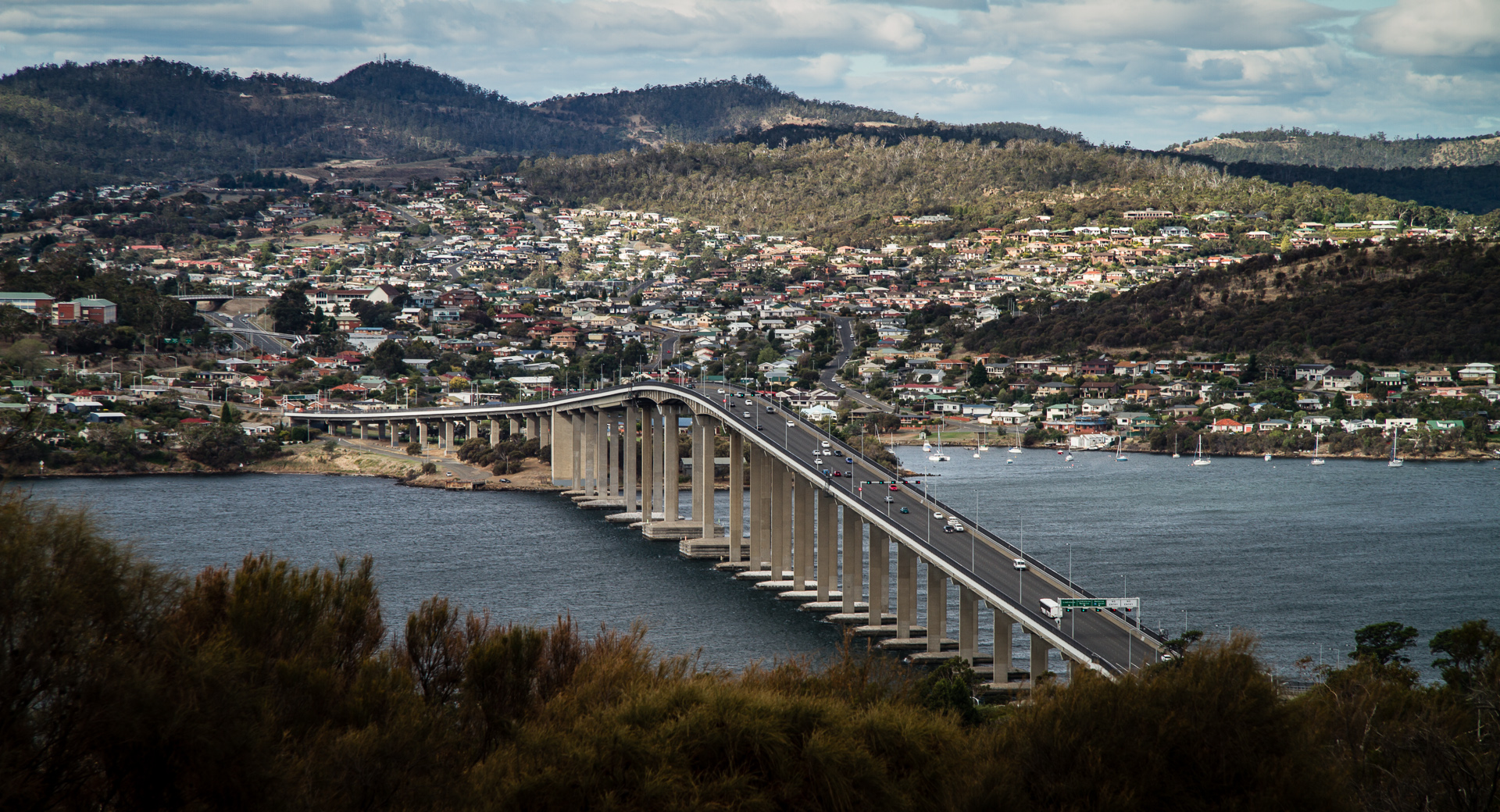

1. ↑  Charging Zones (PDF)
2. ↑  Telecommunications Numbering Plan 2015